# Acord menor
En música, un acord menor és un acord amb una nota fonamental, una tercera menor, i una quinta justa. Quan un acord té aquestes tres notes, se l'anomena acord tríada menor. Algunes tríades menors amb notes addicionals, com ara l'acord de sèptima menor, també són considerats acords menors.
Una acord tríada principal també pot ser descrit com un conjunt de tres notes a distància d'un interval de tercera menor en la base i un interval de tercera major en la part superior. O com una nota fonamental, amb una nota superior a la distància de tres semitons de la fonamental, i una altra nota set semitons més aguda que la fonamental.
Un acord major difereix d'un acord menor perquè té una tercera major per damunt de la fonamental en lloc d'una tercera menor. També pot ser descrit com un acord amb una tercera menor a la base i una tercera major a la part superior, en contrast amb un acord major, que té una tercera major a la base i una tercera menor a la part superior. Ambdós contenen intervals de quinta, perquè una tercera (4 semitons), més una tercera menor (3 semitons) equival a un interval de quinta (7 semitons).
Un exemple d'un acord menor és l'acord de do menor, que està format per les notes do (tònica o root), mi♭ (tercera menor) i sol (quinta justa):

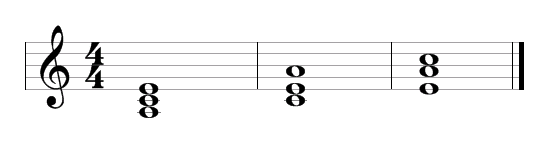
Un acord en do menor en la seva posició fonamental, la primera inversió i la segona inversió, respectivament

## Taula d'acords menors
| Acord | Fonamental | Tercera menor | Quinta perfecta |
| ----- | ---------- | ------------- | --------------- |
| Do    | do         | mi♭           | sol             |
| Do#   | do#        | mi            | sol#            |
| Re♭   | re♭        | fa♭ (mi)      | la♭             |
| Re    | re         | fa            | la              |
| Re#   | re#        | fa#           | la#             |
| Mi♭   | mi♭        | sol♭          | si♭             |
| Mi    | mi         | sol           | si              |
| Fa    | fa         | la♭           | do              |
| Fa#   | fa#        | la            | do#             |
| Sol♭  | sol♭       | si♭♭ (la)     | re♭             |
| Sol   | sol        | si♭           | re              |
| Sol#  | sol#       | si            | re#             |
| La♭   | la♭        | do♭ (si)      | mi♭             |
| La    | la         | do            | mi              |
| La#   | la#        | do#           | mi# (fa)        |
| Si♭   | si♭        | re♭           | fa              |
| Si    | si         | re            | fa#             |